# Райнерт, Эрик
Эрик Райнерт (норв. Erik Steenfeldt Reinert, р. 15 февраля 1949) — норвежский экономист, занимающийся экономикой развития и экономической историей.

## Биография
Родился в Осло, учился в Университете Санкт-Галлена (бакалавр экономики), Гарвардской школе бизнеса (MBA) и Корнеллском университете (PhD, экономика).
Еще во время учёбы проводил много времени в Латинской Америке, работая с проектом развития общин в Перуанских Андах, с ЮНКТАД, и в сфере частного предпринимательства.
В 1972 году он основал небольшую промышленную фирму (подбор цветов и оттенков краски для окрашивания различных материалов, создание колористических каталогов) Matherson-Selig (позже Matherson SpA) в Бергамо, Италия. Райнерт продал её в 1991 году.
С 1991 по 1995 Райнерт работал в организации STEP в Осло (1991—1995), позже стал директором исследований в Norsk Investorforum, являвшимся мозговым центром нескольких крупных норвежских корпораций (1995—2000). По совместительству занимал должность в центре по развитию окружающей среды (англ.), научно-исследовательском учреждении при Университете Осло.
В 2000 году основал международный фонд «Другой канон» (англ.) — небольшой центр для поддержки и развития неортодоксальных экономических исследований, который организует регулярные конференции. С 2004 является профессором технологии управления и стратегии развития Таллинского технического университета в Эстонии. С 2005 года является также старшим научным сотрудником Норвежского института стратегических исследований (англ.). Работал консультантом ООН и правительств ряда стран.
В 2007 году опубликовал ставший впоследствии бестселлером труд «Как богатые страны стали богатыми, и почему бедные страны остаются бедными» («How Rich Countries Got Rich… and Why Poor Countries Stay Poor»). В 2008 году книга признана лучшей монографией по версии Европейской ассоциации эволюционной экономики (Gunnar Myrdal Prize, названной именем Гуннара Мюрдаля).
В 2010 году был единственным норвежским экономистом, приглашённым в Кембридж на открытие конференции Института нового экономического мышления, финансируемого Джорджем Соросом.

## Основные идеи
В своей книге «Как богатые страны стали богатыми, и почему бедные страны остаются бедными» Райнерт показывает, что богатые страны стали богатыми благодаря сочетанию государственного вмешательства, протекционизма и стратегических инвестиций, а не благодаря свободной торговле. Он утверждает, что именно такая политика была залогом успешного экономического развития, начиная с Италии эпохи Возрождения и промышленной революции в Нидерландах, и заканчивая сегодняшними странами Юго-Восточной Азии. Показывая, что современные экономисты игнорируют этот подход, настаивая на важности свободной торговли без учёта готовности той или иной страны к открытию своей экономики, Райнерт объясняет это расколом в экономической науке между континентально-европейской традицией, ориентированной на комплексную государственную политику, с одной стороны, и англо-американской, ориентированной на свободную торговлю, — с другой.
Последовательно критикуя теорию Рикардо, Райнерт отмечает, что свободная торговля выгодна только при условии сопоставимого уровня развития торгующих стран, а в случае большой разницы в развитии свободная торговля обогащает развитую страну, вгоняя бедную все глубже в бедность.
«Экономическая наука стала крайне математизированной и оторванной от эмпирической реальности именно в период холодной войны. (Заметьте, что в трудах Шумпетера, в 1930-х годах возглавлявшего отделение экономики в Гарварде, много мыслей и наблюдений, но совсем нет формул)».
Вслед за Й. Шумпетером считает, что «капитализм основан на ренте, постепенно распространяющейся по всей системе. Первым ренту должен получить инновационный предприниматель, который затем делится ею с выдавшими инновационный кредит инвесторами. А затем — с вовлекаемыми в производство квалифицированными работниками и, посредством налогов, с властями, которые обеспечивают инновационную среду, в том числе защиту от чрезмерной конкуренции на начальных этапах становления новых отраслей. В сущности, капитал, труд и государство с трех сторон стремятся к разделу олигополистической ренты инновационных предпринимателей». Неоклассическая теория, по мнению Райнерта, предполагая совершенную конкуренцию, устанавливает условия, при которых инновационное производство для большинства стран и отдельных предпринимателей становится практически нереальным, так как отсутствуют возможности для извлечения ренты, хотя бы на первоначальных этапах.
Также Райнерт акцентирует внимание на том факте, что «не все виды роста ведут к хозяйственному развитию и благосостоянию. Развитие в различные эпохи и на различных этапах связано с различными отраслями и типами деятельности. Вот почему капитализму требуются стратегическая координация и управление».